# Rex Van de Kamp
Rex Van de Kamp est un personnage fictif du feuilleton Desperate Housewives, joué par Steven Culp.

## Première saison
Rex Van de Kamp est le mari de Bree Van de Kamp. Il rencontre cette dernière à une réunion des jeunes Républicains, au lycée de Lake Forest. Ils ont deux enfants, Danielle et Andrew. Rex exerce la profession de chirurgien. 

### Premier épisode
Rex Van de Kamp apparaît pour la première fois à l'écran, vêtu de noir, lors des funérailles de  Mary Alice Young. Sa position, en retrait de Bree, qu'il suit ainsi que ses enfants, montre, d'emblée, que ce n'est pas lui qui tient les rênes du ménage. Plus tard, lors d'un repas pris en famille Bree se dispute avec son fils et demande à Rex de dire quelque chose, comme il est le chef de famille. Rex répond : « Passe-moi le sel ». C'est aussi à cette occasion que l'on apprend que Rex est allergique aux oignons. On retrouve ensuite la famille van de Kamp dans un restaurant, où Rex, pour la première fois s'oppose à Bree, qui refuse que les enfants aillent jouer aux jeux vidéo. Une fois ces deniers partis, avec la bénédiction de leur père, Rex demande le divorce à son épouse, au motif qu'il ne supporte plus sa perfection. Bree refuse d'en discuter dans un lieu public et part chercher une assiette de salade pour son mari. Consciemment ou non, elle ajoute des oignons à celle-ci. Rex fait une crise aigüe d'allergie et s'effondre. À l'hôpital, il exprime son dégoût de la perfection de Bree et l'accuse de l'avoir empoisonné.

### Second épisode
Lors d'une nuit d'insomnie, Bree se rend auprès du lit de son mari (le couple fait chambre à part) et lui demande de renoncer à aller voir un avocat et, en lieu et place, de suivre une thérapie de couple, invoquant la promesse qu'il lui a faite, lors de sa demande en mariage, de ne jamais la quitter. Rex accepte et on le voit, au cours de l'épisode, participer à deux séances. Lors de la seconde, le thérapeute, le docteur Goldfine lui demande s'il pense à remercier son épouse pour les efforts qu'elle fait pour lui offrir un foyer impeccable.

### Troisième épisode
Rex passe ses nuits sur le canapé du rez-de-chaussée. Chaque matin, Bree vient le réveiller avant le lever des enfants, afin de sauvegarder les apparences. Elle lui propose de regagner le lit conjugal, mais Rex refuse, bien qu'il se plaigne de mal dormir sur le canapé. En fait, Bree a coupé, avec une pince, un certain nombre de ressorts du sommier, afin de rendre la literie encore plus inconfortable.
Pour justifier les absences de son mari, trois fois par semaine, lors des séances de thérapie, Bree annonce à tout le monde qu'ils prennent des cours de tennis et se rend aux consultations en portant ostensiblement une raquette. Le thérapeute demande à les entendre séparément, Bree n'accepte qu'à contrecœur. Lors d'une réception en hommage à Mary Alice Young, Rex, pressé de questions par Carlos Solis, qui souhaite se remettre au tennis, finit par avouer que le couple suit une thérapie. Pour dissiper le malaise qui s'est instauré, chaque convive raconte une occasion dans laquelle il s'est trouvé ridicule. Bree lâche alors que son mari sanglote après l'éjaculation. Rex quitte alors la maison. À la fin de l'épisode, il part, avec une valise que lui a préparé Bree, s'installer à l'hôtel.

### Cinquième épisode
Rex fait deux brèves apparitions dans cet épisode, une première fois pour emmener ses enfants au ski, et une seconde lorsque Zachary Young s'introduit dans sa maison pour y placer ses décorations de Noël.

### Sixième épisode
Lors d'une séance de thérapie, le docteur Goldfine suggère que les relations sexuelles du couple van de Kamp ne sont peut-être pas totalement épanouissantes pour les deux partenaires et propose, avec l'appui de Rex, la présence d'une médiatrice. Bree refuse tout net et part en claquant la porte. Plus tard, elle se rend à l'hôtel où demeure Rex et tente de le séduire. Mais elle ne peut s'empêcher d'interrompre les préliminaires pour ranger le sandwich entamé de son époux. Dépité, celui-ci la met à la porte. 
Rex se rend au domicile conjugal chercher des papiers et Bree tente de lui faire avouer ce qui ne fonctionne pas dans leurs relations sexuelles. Il hésite, mais finalement reste muet et repart sans avoir avoué ses désirs.

### Épisodes suivants
Plus tard, la véritable motivation de la demande de divorce est révélée : c'est l'incapacité de Bree à le dominer. N'étant pas satisfait des relations sexuelles qu'il a avec Bree, Rex commence une relation avec la prostituée du quartier de Wisteria Lane, Maisy Gibbons (Sharon Lawrence). À la suite d'une crise cardiaque qu'il subit pendant qu'il couche avec Maisy, il est conduit à l'hôpital. Bree apprend ce qui s'est passé en découvrant la signature de Maisy sur le registre des admissions. Elle menace alors Rex de l'éviscérer, ce qui provoque une autre crise cardiaque. Le couple se promet alors de rester calme quoi qu'il arrive.
Bree se rapproche de George Williams, le pharmacien de la famille Van de Kamp, afin de rendre Rex jaloux et le détacher de Maisy. George devient obsessivement amoureux de Bree. Furieux de la rudesse avec laquelle Rex le traite, il fausse ses prescriptions médicales, censées empêcher une autre crise cardiaque. Rex, n'ayant pas les bons médicaments, a une nouvelle crise, qui lui est fatale, au moment où il doit subir une opération cardiaque. Il meurt en pensant que Bree l'a empoisonné, à cause des événements passés. À l'instant de mourir, il écrit une lettre inachevée où il lui dit qu'il comprend pourquoi elle l'a empoisonné et lui pardonne.

## Post-mortem

### Seconde saison
Après sa mort, Rex Van de Kamp fait deux apparitions dans la 2e saison. Dans le premier épisode de la saison 2, il est dans un cercueil. Dans les réminiscences du dernier épisode de cette même saison, Rebondissements à Wisteria Lane  (Remember), on assiste à l'installation des van de Kamp à Wisteria Lane, en 1994, et leur rencontre avec  Mary Alice Young. Lorsque Bree fait pression sur Mary Alice, afin qu'elle punisse Andrew, pour avoir volé un ornement du jardin des Young, Rex rassure Mary Alice : « Nous ne sommes pas étranges, nous semblons juste être ce que nous sommes ». Dans une autre réminiscence, on le voit avec Bree à la pharmacie locale, où ils achètent de la teinture pour Danielle qui s'est teint les cheveux car Bree veut que sa fille retrouve sa couleur de cheveux naturelle. On constate que Rex est beaucoup plus libéral que Bree dans sa manière d'aborder la question de la discipline de leurs enfants. En guise de clin d'œil à la première saison, l'homme qui leur vend la teinture est George Williams, celui qui va, ultérieurement, tuer Rex.

### Troisième saison
Durant le 16e épisode de la 3e saison, Le grand jeu (My Husband, the Pig), qui se concentre principalement sur les hommes de Desperate Housewives (Carlos Solis, Tom Scavo, Mike Delfino, Orson Hodge et Ian Hainsworth), Rex endosse, de sa tombe, le rôle du narrateur tenu, dans pratiquement tous les épisodes, par Mary Alice Young.

### Cinquième saison
On retrouve encore Rex à l'écran dans des réminiscences du 100e épisode (épisode 13 de la 5e saison), Le meilleur d'entre nous (The Best Thing That Ever Could Have Happened). Bree se rappelle comment le bricoleur du voisinage, Eli Scruggs, l'a poussée à écrire son livre de recettes. Cela se produit lors d'un brunch, où Rex et Bree reçoivent Lynette et Tom Scavo. Bree se plaint du comportement aléatoire de son four et Rex lui répond qu'il n'a pas les moyens de lui en acheter un nouveau. Il la taquine en disant que, si son salaire ne suffit pas à les faire vivre, peut-être qu'elle pourrait prendre un emploi. En réaction, Bree commence à récolter des recettes et suggère à Rex qu'elle pourrait écrire un livre de cuisine. Rex se moque d'elle, en disant que son idée est idiote, et la rabaisse en lui annonçant qu'il va lui acheter un nouveau four, tout en lui conseillant de ne pas le prendre trop au sérieux, à l'avenir. Découragée, Bree jette ses notes. Eli les recueille et les rend à Bree, après les funérailles de Rex, en lui suggérant de poursuivre son idée. L'épisode révèle aussi que Rex, de même que Carlos Solis, est présent dans la foule rassemblée devant la maison de Mary Alice Young, après le suicide de cette dernière.

### Sixième saison
Dans l'épisode 17 de la saison 6, un jeune homme, nommé Sam Allen, sympathise avec Bree et s'introduit dans son travail et sa famille. Il révèle qu'il est le fils caché de Rex Van de Kamp, conçu avant que ce dernier ne rencontre Bree. Lorsque la future mère constate sa grossesse, Rex est déjà amoureux de Bree. Il rend visite occasionnellement à son fils, mais la mère de Sam décourage l'établissement d'une relation suivie. Sam explique que sa mère est morte et qu'il a décidé de rencontrer Bree. Plus tard, on découvre que la mère de Sam est vivante et en bonne santé, et que Sam a, en fait, commencé à chercher Bree quand il a découvert une lettre de Rex réclamant sa garde.

### Septième saison
Rex fait une apparition caméo au tout début du premier épisode de la saison 7. On le voit participer à un brunch avec Bree et leurs enfants. Susan, Lynette, Gabrielle et leurs maris sont présents également. Mais l'on trouve aussi des personnages disparus depuis un moment comme Mary Alice et Paul Young ainsi que Martha Huber.

### Huitième saison
Rex est vu deux fois dans la saison 8: la première fois dans l'épisode 17, lors d'un flashback. Cet épisode marque aussi le retour de la mère de Carlos, qui résidait Wisteria Lane dans la première saison, en même temps que Rex. Puis dans l'épisode 23, lorsque les morts de Wisteria Lane se manifestent à Susan, il est aussi de la partie.

### Arbre généralogique
|  |  |              |              |              |              | Lillian Allen | Lillian Allen | Lillian Allen | Lillian Allen | Lillian Allen      | Lillian Allen      |                    |                    | Rex Van de Kamp    | Rex Van de Kamp    | Rex Van de Kamp | Rex Van de Kamp | Rex Van de Kamp | Rex Van de Kamp |               |               | Bree Mason    | Bree Mason    | Bree Mason | Bree Mason | Bree Mason           | Bree Mason           |                      |                      |                      |                      |  |  |          |          |          |          |          |          |
|  |  |              |              |              |              | Lillian Allen | Lillian Allen | Lillian Allen | Lillian Allen | Lillian Allen      | Lillian Allen      |                    |                    | Rex Van de Kamp    | Rex Van de Kamp    | Rex Van de Kamp | Rex Van de Kamp | Rex Van de Kamp | Rex Van de Kamp |               |               | Bree Mason    | Bree Mason    | Bree Mason | Bree Mason | Bree Mason           | Bree Mason           |                      |                      |                      |                      |  |  |          |          |          |          |          |          |
|  |  |              |              |              |              |               |               |               |               |                    |                    |                    |                    |                    |                    |                 |                 |                 |                 |               |               |               |               |            |            |                      |                      |                      |                      |                      |                      |  |  |          |          |          |          |          |          |
|  |  |              |              |              |              |               |               |               |               | Sam Allen          |                    |                    |                    |                    |                    |                 |                 |                 |                 |               |               |               |               |            |            |                      |                      |                      |                      |                      |                      |  |  |          |          |          |          |          |          |
|  |  |              |              |              |              |               |               |               |               |                    |                    |                    |                    |                    |                    |                 |                 |                 |                 |               |               |               |               |            |            |                      |                      |                      |                      |                      |                      |  |  |          |          |          |          |          |          |
|  |  |              |              |              |              |               |               |               |               |                    |                    |                    |                    |                    |                    |                 |                 |                 |                 |               |               |               |               |            |            |                      |                      |                      |                      |                      |                      |  |  |          |          |          |          |          |          |
|  |  |              |              |              |              |               |               |               |               |                    |                    |                    |                    |                    |                    |                 |                 |                 |                 |               |               |               |               |            |            |                      |                      |                      |                      |                      |                      |  |  |          |          |          |          |          |          |
|  |  | Alex Cominis | Alex Cominis | Alex Cominis | Alex Cominis | Alex Cominis  | Alex Cominis  |               |               | Andrew Van de Kamp | Andrew Van de Kamp | Andrew Van de Kamp | Andrew Van de Kamp | Andrew Van de Kamp | Andrew Van de Kamp |                 |                 | Austin McCann   | Austin McCann   | Austin McCann | Austin McCann | Austin McCann | Austin McCann |            |            | Danielle Van de Kamp | Danielle Van de Kamp | Danielle Van de Kamp | Danielle Van de Kamp | Danielle Van de Kamp | Danielle Van de Kamp |  |  | Léo Katz | Léo Katz | Léo Katz | Léo Katz | Léo Katz | Léo Katz |
|  |  | Alex Cominis | Alex Cominis | Alex Cominis | Alex Cominis | Alex Cominis  | Alex Cominis  |               |               | Andrew Van de Kamp | Andrew Van de Kamp | Andrew Van de Kamp | Andrew Van de Kamp | Andrew Van de Kamp | Andrew Van de Kamp |                 |                 | Austin McCann   | Austin McCann   | Austin McCann | Austin McCann | Austin McCann | Austin McCann |            |            | Danielle Van de Kamp | Danielle Van de Kamp | Danielle Van de Kamp | Danielle Van de Kamp | Danielle Van de Kamp | Danielle Van de Kamp |  |  | Léo Katz | Léo Katz | Léo Katz | Léo Katz | Léo Katz | Léo Katz |
|  |  |              |              |              |              |               |               |               |               |                    |                    |                    |                    |                    |                    |                 |                 |                 |                 |               |               |               |               |            |            |                      |                      |                      |                      |                      |                      |  |  |          |          |          |          |          |          |
|  |  |              |              |              |              |               |               |               |               |                    |                    |                    |                    |                    |                    |                 |                 |                 |                 | Benjamin Katz |               |               |               |            |            |                      |                      |                      |                      |                      |                      |  |  |          |          |          |          |          |          |

## Origine du prénom
Le prénom de Rex Van de Kamp est celui d'un personnage d'une sitcom ratée de Marc Cherry, The Crew.

## Doublage
En français, Steven Culp, qui interprète Rex Van de Kamp, est doublé par Georges Caudron.